# サミット小名浜エスパワー小名浜発電所
サミット小名浜エスパワー小名浜発電所（サミットおなはまエスパワーおなはまはつでんしょ）は、福島県いわき市小名浜字渚2-4にある火力発電所。2004年10月に運転を開始し、2024年3月末で停止が予定されている。
サミット小名浜エスパワー株式会社が運営しており、同社は住友商事グループの。日本海水小名浜工場への電力および蒸気の供給ならびに特定規模電気事業者であるサミットエナジーへ小売電力を供給する、蒸気供給併用型高効率発電設備として利用された。
出力は合計56MW（1号機：50MW、2号機：6MW）。温暖化ガスである二酸化炭素を排出する石炭を燃料に使用しており、住友商事は脱炭素の観点から停止を決めた。